# Afficheur numérique
 (signalé en août 2025).
Si vous disposez d'ouvrages ou d'articles de référence ou si vous connaissez des sites web de qualité traitant du thème abordé ici, merci de compléter l'article en donnant les références utiles à sa vérifiabilité et en les liant à la section « Notes et références ».
- Archive Wikiwix
- Bing
- Cairn
- DuckDuckGo
- E. Universalis
- Gallica
- Google
- G. Books
- G. News
- G. Scholar
- Persée
- Qwant
- (zh) Baidu
- (ru) Yandex
- (wd) trouver des œuvres sur Wikidata

Pour les articles homonymes, voir Afficheur.

En électronique, un afficheur numérique ou par anglicisme, afficheur digital est un dispositif comportant un ou plusieurs cellules de visualisation permettant de représenter selon son type, un chiffre, une lettre ou un symbole.
Ainsi, un afficheur numérique peut remplacer le cadran à aiguille d'une horloge ou permettra l'affichage des trains ou des avions dans une gare ou un aéroport. À la différence du cadran à aiguille ou de l'écran vidéo, l'afficheur numérique fournit l'information directe sous forme numérique.
Initialement moins coûteux qu'un écran vidéo et plus efficace que le vidéoprojecteur en lumière ambiante, l'afficheur numérique est apparu d'abord sous la forme de panneaux mobiles, au début des années 1950. L'affichage dynamique peut être monochrome ou en différentes couleurs. Les premiers écrans géants d'affichage extérieur exploitent les mêmes principes, en décomposant l'image fixe, l'animation ou la vidéo, sous forme d'une multitude de pixels plus ou moins éclairés par des ampoules miniaturisées ou des sources lumineuses ainsi que les écrans publicitaires à LED.

## Crédit d'auteurs
- Cet article est partiellement ou en totalité issu de l'article intitulé « Afficheur » (voir la liste des auteurs).